# David Ousted
David Ousted Hansen, född 1 februari 1985 i Greve, är en dansk före detta fotbollsmålvakt som bland annat spelade för Hammarby IF i allsvenskan.

## Karriär
I februari 2020 värvades Ousted av Hammarby IF, där han skrev på ett ettårskontrakt med option på ytterligare ett år. Efter säsongen 2021 valde Ousted att avsluta sin fotbollskarriär. Dock blev Ousted den 26 januari 2022 klar för fortsatt spel i Midtjylland, där han skrev på ett halvårskontrakt. Den 24 juni 2022 förlängdes kontraktet med Midtjylland med ytterligare ett halvår. Den 31 augusti 2022 meddelade Midtjylland att Ousted avslutar karriären.